# Lloyd’s Open Form
Lloyd’s Open Form (LOF), eigentlich Lloyd’s standard form of salvage agreement, ist ein standardisierter Vertrag zur Rettung eines Havaristen aus Seenot. Der Vertrag trifft explizit keine Aussage zum Umfang einer Vergütung des rettenden Vertragspartners, da die Vergütung durch ein Schiedsgericht festgesetzt wird. Hintergrund ist, dass die Rettung nicht durch Verhandlungen verzögert wird. Der Vertrag wurde 1892 erstmals als Lloyd’s form of salvage agreement herausgegeben.
Seit dem Brüsseler Übereinkommen zur einheitlichen Feststellung von Regeln über die Hilfeleistung und Bergung in Seenot von 1910 enthält dieser international gebräuchliche Vertrag die Zusatzbestimmung „no cure no pay“ (kein Erfolg, keine Zahlung).